# La scala di seta
La scala di seta è un'opera lirica di Gioachino Rossini.
Il libretto, denominato farsa comica in un atto, è di Giuseppe Maria Foppa, che aveva già scritto per Rossini L'inganno felice e scriverà ancora Il signor Bruschino.
L'operina appartiene al gruppo di cinque farse che Rossini scrisse per il Teatro San Moisè di Venezia (le altre, oltre alle due citate sopra, sono La cambiale di matrimonio e L'occasione fa il ladro).
La scala di seta andò in scena il 9 maggio 1812 con discreto successo, ma dopo un limitato numero di repliche e di riprese in teatri minori scomparve totalmente dal repertorio, per essere ripresa soltanto nel secondo Dopoguerra. La sinfonia dell'opera, invece, rimase un pezzo molto frequentato del repertorio sinfonico.
Il 24 gennaio 1825 avviene la prima nel Teatro Nacional de São Carlos di Lisbona.
Nel 1952 avviene la prima nel Teatro Comunale di Firenze con Nicola Monti, Renato Capecchi e Franco Calabrese.
Nel Regno Unito la première è stata nel 1954 al Sadler's Wells Theatre di Londra.
Alla Piccola Scala di Milano la prima è stata nel 1961 diretta da Bruno Bartoletti con Graziella Sciutti, Cecilia Fusco, Angelo Mercuriali, Luigi Alva, Sesto Bruscantini e Calabrese.
Nel 1984 avvengono le première a Perth, Ayr (Scozia), Stirling, Dundee, Dunfermline ed Inverness nella traduzione di Geoffrey Dunn per la Scottish Opera.
La prima rappresentazione al Rossini Opera Festival avviene nel 1988 con Oslavio Di Credico, Luciana Serra, Cecilia Bartoli, William Matteuzzi, Natale De Carolis e Roberto Coviello e verrà replicata per altre cinque stagioni (1990, 1992, 2000, 2009 e 2011).
Nel 1992 va in scena allo Sferisterio di Macerata ed al Théâtre national de l'Opéra-Comique di Parigi.
Per il Teatro La Fenice di Venezia la prima avviene nel 2002 al Teatro Malibran con Rockwell Blake.

## Cast della prima assoluta
| Ruolo   | Registro vocale | Interprete        |
| ------- | --------------- | ----------------- |
| Dormont | tenore          | Gaetano Del Monte |
| Giulia  | soprano         | Maria Cantarelli  |
| Lucilla | mezzosoprano    | Carolina Nagher   |
| Dorvil  | tenore          | Raffaele Monelli  |
| Blansac | basso           | Nicola Tacci      |
| Germano | basso           | Nicola De Grecis  |

## Trama
Giulia, pupilla del vecchio Dormont, è innamorata e segretamente sposata con il bel Dorvil, nozze favorite dalla bontà di una vecchia zia. Dormont non sospetta nulla, dato che gli incontri dei due amanti avvengono senza che lui possa vederli, e Dorvil sale in camera di Giulia grazie a una scala di seta. 

A complicare però l'intimità degli amanti sono l'impiccione Germano, servo buffo e innamorato di Giulia, Lucilla, curiosa cugina di Giulia, e il fidanzamento combinato da Dormont tra la pupilla e il facoltoso Blansac. Giulia, preoccupata, cerca di far innamorare Blansac della cugina, mentre Dorvil avvampa di gelosia: Lucilla e Blansac si innamorano, ma Germano continua a fare confusione tra le coppie, mandando quasi a monte i piani di Giulia. A mezzanotte Giulia e Dorvil progettano di fuggire, ma la fuga viene interrotta dall'importuno arrivo di Blansac e di Germano (Lucilla osserva il tutto nascosta e appartata): Dormont viene svegliato e ai due amanti non resta che confessare la verità. Dormont li perdona, vedendo anche che Blansac è innamorato di Lucilla, e al tutore non resta che benedire le due coppie.

## Organico orchestrale
Rossini scrisse l'opera per piccola orchestra comprendente:
- 2 flauti (anche ottavini), 2 oboi (II. anche corno inglese solo nell'aria di Giulia n. 6), 2 clarinetti, fagotto
- 2 corni
- archi

Per i recitativi secchi:
- pianoforte (violoncello e contrabbasso ad libitum)

## Numeri musicali
- Sinfonia
- 1 Introduzione Va', sciocco, non seccarmi! (Giulia, Germano, Lucilla)
- 2 Duetto Io so ch'hai buon cuore (Giulia, Germano)
- 3 Aria Vedrò qual sommo incanto (Dorvil)
- 4 Quartetto Sì che unito a cara sposa (Blansac, Giulia, Germano, Dorvil)
- 5 Aria Sento talor nell'anima (Lucilla)
- 6 Recitativo e Aria Il mio ben sospiro e chiamo (Giulia)
- 7 Aria Amore dolcemente (Germano)
- 8 Finale Dorme ognuno in queste soglie (Giulia, Germano, Dorvil, Blansac, Dormont, Lucilla)

Spesso è inclusa nell'opera anche l'aria Alle voci dell'amore destinata al personaggio di Blansac.

## Incisioni discografiche

### Audio
| Anno | Cast (Giulia, Germano, Lucilla, Dorvil, Blansac, Dormont)                                                    | Direttore              |
| ---- | --- | ---------------------- |
| 1962 | Graziella Sciutti, Ferdinando Lidonni, Margherita Rinaldi, Fernardo Jacopucci, Boris Carmeli, Manlio Rocchi  | Franco Ferrara         |
| 1988 | Luciana Serra, Roberto Coviello, Cecilia Bartoli, William Matteuzzi, Natale De Carolis, Oslavio Di Credico   | Gabriele Ferro         |
| 1990 | Luciana Serra, Alessandro Corbelli, Jane Bunnell, Alberto Rinaldi, David Kuebler                             | Gianluigi Gelmetti     |
| 1992 | Teresa Ringholz, Alessandro Corbelli, Francesca Provvisionato, Ramón Vargas, Natale De Carolis, Fulvio Massa | Marcello Viotti        |
| 2002 | Samuele Simoncini, Mario Cassi, Andrea Sari, Gaia Matteini, Silvia Vaiente, Andrea Carboni                   | Giovan Battista Varoli |

### Video
| Anno | Cast (Giulia, Germano, Lucilla, Dorvil, Blansac, Dormont)                                            | Direttore - Orchestra                                 | Regia               |
| ---- | --- | ----------------------------------------------------- | ------------------- |
| 2009 | Olga Peretyatko, Paolo Bordogna, Anna Malavasi, José Manuel Zapata, Carlo Lepore, Daniele Zanfardino | Claudio Scimone - Orchestra Haydn di Bolzano e Trento | Damiano Michieletto |